# Hyposmocoma nihoa
Hyposmocoma nihoa là một loài bướm đêm thuộc họ Cosmopterigidae. Nó là loài đặc hữu của Nihoa. Loài địa phương ở Miller Canyon.
Sải cánh dài 6.3–7.6 mm.